# Gospejna ulica, Maribor
Gospejna ulica je v 15.stoletju pojavila oznaka Winchel (Kot), verjetno zato, ker je potekala  vzporedno z zahodnim delom mestnega obzidja proti severozahodnemu kotu mesta. V drugi polovici 18.stoletja so ulico poimenovali Frauen Gasse (Gospejna ulica), po samostanu celestnik, ki je stal v tej ulici. Po ukinitvi samostana so leta 1824 ulico preimenovali v  Kreisamt Gasse (Gospejna ulica), ki pa je tekla le od Koroške ceste do Orožnove ulice.Ulico so leta 1876 podaljšali do današnje Slovenske ulice.Del med današnjo Orožnovo in Slovensko ulico se je do tega leta imenoval Deutsche Gasse (Nemška ulica),kot protiutež Windisch Gasse (Slovenski ulici). Leta 1919 so ime ulice poslovenili v Gospejno ulico.Po nemški okupaciji leta 1941 jo ponovno poimenujejo Frauen Gasse .Maja 1945 ji vrnejo slovensko ime Gospejna ulica.